# Rhanerbräu
Die Rhanerbräu GmbH & Co. KG aus Rhan in der Oberpfalz gehört der Eigendarstellung zufolge zu den fünf ältesten deutschen Brauereien mit ununterbrochener Brautradition. Die 1283 erstmals erwähnte Brauerei ist seit 1776 im Besitz der Familie Bruckmayer bzw. deren Nachfahren, seit 1977 der Familie Plößl. Die Biere der Rhanerbräu erhielten Auszeichnungen, zuletzt 2015 den European Beer Star in Silber für das dunkle Hefeweizen Schwarzer Pandur.

## Auszeichnungen
- 2011: „Goldene BierIdee“ des Bayerischen Brauerbundes und des Bayerischen Hotel- und Gaststättenverbandes an Stefanie und Alois Plößl für die hochwertige Präsentation von bayerischem Bier im Rahmen von „Rhaner Bier erleben“ sowie den Einsatz zum Erhalt der bayerischen Bierkultur in der Region[4]